# Sadiq al-Azm

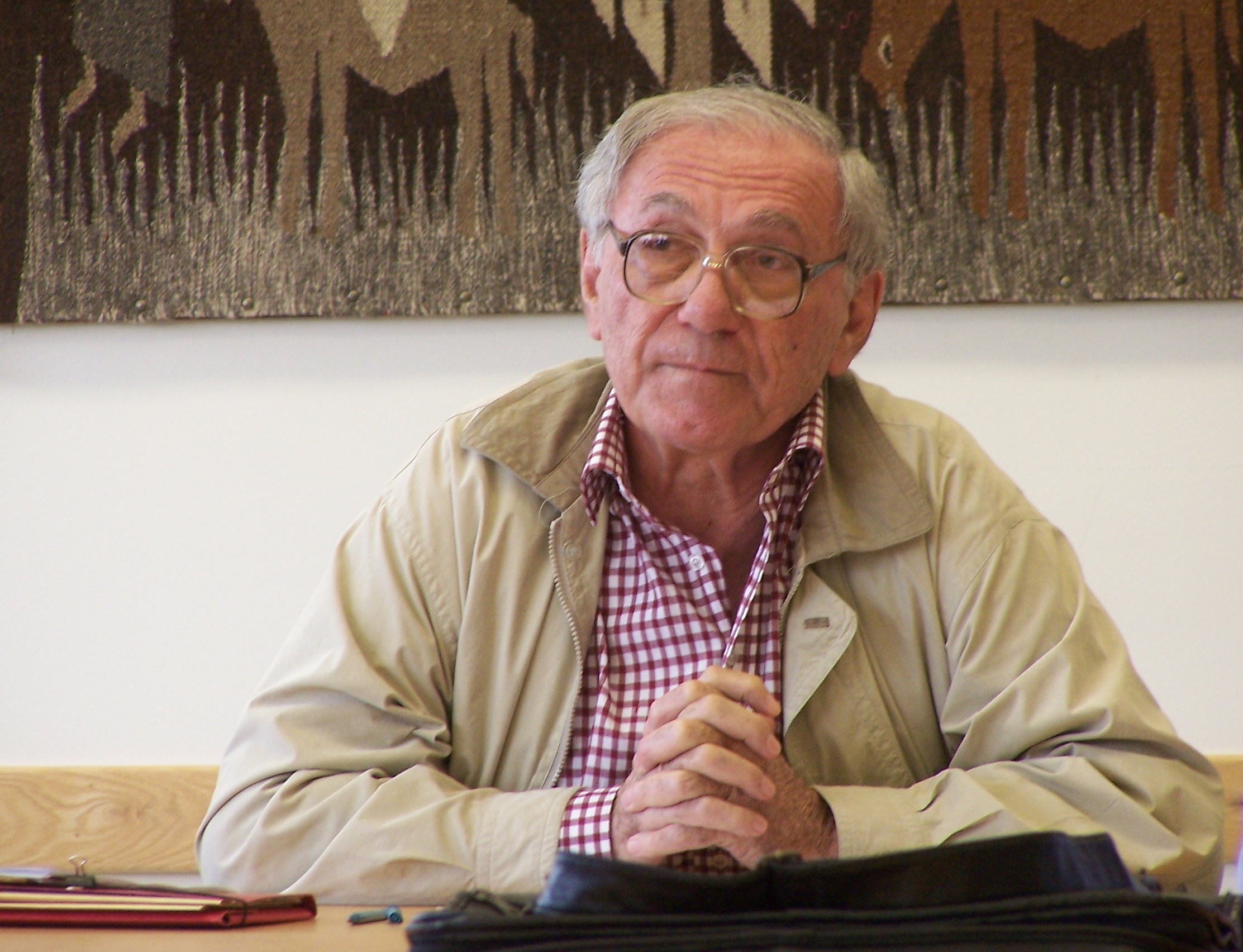
Sadiq al-Azm (2006)

Sadik Dschalal al-Asm (arabisch صادق جلال العظم, DMG Ṣādiq Ǧalāl al-ʿAẓm; gebräuchlichere englische Transkription: Sadiq Jalal al-Azm; * November 1934 in Damaskus; † 11. Dezember 2016 in Berlin) war ein syrischer Philosoph, Universitätsprofessor und Menschenrechtsaktivist.

## Leben
Al-Azm wuchs als Sohn einer wohlhabenden und traditionsreichen sunnitischen Familie in Damaskus auf. An der Amerikanischen Universität von Beirut (AUB) studierte er Philosophie bis zum B. A. 1957, bevor er sein Studium an der Yale University fortsetzte. Dort erwarb er 1959 einen M. A. und 1961 mit einer Dissertation zum französischen Philosophen Henri Bergson abschließend den Doktorgrad (Ph. D.).

### Akademische Laufbahn
1963 kehrte er als Dozent für Philosophie nach Beirut an die AUB zurück. 1968 entließ ihn die Hochschule, nachdem er eine Reihe kontroverser Standpunkte vertreten hatte. Gegen seine Entlassung protestierten Studenten mit einem mehrtägigen Streik. Anschließend arbeitete er als wissenschaftlicher Mitarbeiter am von der PLO in Beirut unterhaltenen Zentrum für Palästina-Studien, bis er dort 1970 ebenfalls aufgrund kritischer Meinungsäußerungen entlassen wurde. In der Folge betätigte er sich als freier Autor für verschiedene Zeitschriften, teilweise unter Pseudonym. Von 1977 bis zu seiner Emeritierung 1999 war er Professor für moderne europäische Philosophie an der Universität Damaskus. Er hat an vielen Universitäten der Welt als Gastprofessor gelehrt, darunter 1988–1992 und 2005–2008 in Princeton, im deutschsprachigen Raum unter anderem in Berlin, Bonn, Hamburg, Lüneburg und Oldenburg. 2011/2012 war er Fellow am Käte-Hamburger-Kolleg für Rechtskultur in Bonn, 1990/1991 sowie 2012/2013 am Wissenschaftskolleg zu Berlin.

### Wissenschaftliches Werk
Al-Azm beschäftigte sich intensiv mit der Philosophie Immanuel Kants, zu dem er zwei Bücher in englischer Sprache verfasste und dessen Beitrag zur ideengeschichtlichen Aufklärung ihn maßgeblich beeinflusste. In der Beschäftigung mit den gesellschaftlichen Bedingungen in der arabischen Welt hatten zu Beginn der 1960er Jahre insbesondere die Schriften des syrischen Marxisten Yassin al-Hafiz prägenden Einfluss auf ihn. Große Bekanntheit erlangte al-Azm durch seine 1968 und 1969 erschienenen Werke Selbstkritik nach der Niederlage und Kritik des religiösen Denkens, mit denen er jeweils zentrale Dogmen des politischen und des religiös-kulturellen Diskurses innerhalb der arabischen Gesellschaft radikal angriff. Selbstkritik nach der Niederlage ist eine Zustandsanalyse der arabischen Welt anlässlich des historischen Einschnitts, den der Sechstagekrieg von 1967 darstellte. Das Werk wurde unter anderem als „eine der eindrucksvollsten und kontroversesten Schriften des arabischen politischen Denkens“ und „die schärfste aller Anklagen der arabischen Gesellschaft und Kultur“ bezeichnet. Al-Azm beklagte darin die Rückständigkeit seiner Region und ihrer politischen Führer und forderte eine grundsätzliche Modernisierung, die einen Bruch mit überkommenen Traditionen bedinge. Wichtiger Bestandteil müsse dabei die Säkularisierung der arabischen Gesellschaft sein. Philosophische Unzulänglichkeiten dominanter Religionsauslegungen und ihren hemmenden Einfluss auf die Entwicklung der arabischen Kultur der Gegenwart arbeitete er in seiner Kritik des religiösen Denkens detaillierter heraus. Während der von marxistischen Ideen revolutionärer Befreiung geprägten Phase zwischen den israelisch-arabischen Kriegen von 1967 und 1973 warnte er bereits vor dem Erstarken religiös-konservativer Kräfte in der Politik. Seit dieser Zeit sind viele seiner Schriften in mehreren arabischen Ländern verboten, erfahren jedoch weiterhin eine starke Nachfrage ihrer Leserschaft.
Auch in den folgenden Jahrzehnten blieb das Verhältnis der islamisch geprägten Kultur zu gesellschaftlicher Aufklärung und Moderne zentrales Thema seines philosophischen Werkes. Dabei beteiligte er sich aktiv an den wichtigsten Debatten, die um die Beziehungen zwischen dem Islam und dem Westen geführt wurden und bei denen al-Azm stets gegen die Vorstellung einer Trennung in zwei Welten argumentierte. Ein prominentes Beispiel ist seine Kritik an Edward Saids These zum westlichen Orientalismus: Nach al-Azm stellt Said den Westen ebenso eingeengt und reduziert dar wie das aus dem Imperialismus abgeleitete Orientalismuskonzept, das Said in den wissenschaftlichen Diskurs eingeführt hatte. Zur Veranschaulichung stellte Al-Azm dem ein orientalisch geprägtes Okzidentalismusbild gegenüber. Auch in die Diskussion um die vom iranischen Revolutionsführer Ruhollah Chomeini mit islamischen Religionsvorschriften begründeten Todesdrohungen gegen den britisch-indischen Autor des Romans Die Satanischen Verse, Salman Rushdie, schaltete sich al-Azm mit zahlreichen Beiträgen ein. Als einer von sehr wenigen arabischen Intellektuellen verteidigte er Rushdie dabei vehement.

### Politisches Engagement
Nach dem Sechstagekrieg von 1967 und unter dem Eindruck des internationalen kulturellen Aufbruchs der Studentenrevolten von 1968 engagierte sich al-Azm in der Palästinensischen Befreiungsorganisation (PLO) und gehörte 1969 als einer von mehreren Syrern zu den Gründern der als Abspaltung der Volksfront zur Befreiung Palästinas (PFLP) gebildeten Demokratischen Front zur Befreiung Palästinas (DFLP). Unter der Führung Nayef Hawatmehs vertrat die marxistisch orientierte DFLP im Unterschied zu den übrigen PLO-Parteien die Idee einer Lösung des Nahostkonflikts durch Verhandlungen mit Israel und die Einrichtung eines eigenen Staates in den von Israel seit 1967 besetzt gehaltenen palästinensischen Gebieten. In den folgenden Jahren verfasste er zwei Bücher und zahlreiche Artikel, die sich kritisch mit den Ideologien der palästinensischen Befreiungsbewegung auseinandersetzten. Im Jahre 1975 gehörte al-Azm zu den Mitbegründern der Zeitschrift „Khamsin. Revue des socialistes révolutionnaires du Proche-Orient“. Die Zeitschrift, die von Angehörigen der Israelischen Sozialistischen Organisation (Matzpen) und Vertretern einer neuen arabischen Linken herausgegeben wurde, propagierte eine sozialistische Revolution im Nahen Osten. Diese meinte zum einen die Überwindung des historischen Palästinakonflikts: Israel als jüdischer Staat sollte sich in ein Gemeinwesen verwandeln, in dem israelische Juden und palästinensische Araber gemeinsam auf Grundlage von individueller und kollektiver Gleichheit und gegenseitiger Anerkennung leben würden. Zum anderen setzte sich Khamsin für eine Säkularisierung und Modernisierung des gesamten Nahen Ostens ein, um eine Trennung von Staat und Religion herbeizuführen, ethnischen und religiösen Minderheiten Anerkennung und Sicherheit zu garantieren, ebenso wie die Gleichheit der Geschlechter zu gewährleisten.
Kurz nach dem Tod des langjährigen syrischen Diktators Hafiz al-Assad im Juni 2000 schloss sich al-Azm mit führenden Intellektuellen des Landes zusammen, die gemeinsam das „Manifest der 99“ veröffentlichten: einen Aufruf zur Aufhebung des Kriegsrechts, zur Amnestie aller politischen Gefangenen und zur Einrichtung von Rechtsstaatlichkeit und Bürgerrechten. 2001 war er einer der Erstunterzeichner der in ihren Forderungen noch etwas weiter gehenden „Erklärung der Tausend“. 2006 schloss er sich der „Beirut-Damaskus-Deklaration“ an, einem offenen Aufruf zur Beendigung der syrischen Kontrolle über den Libanon.
Nachdem ihn der Ausbruch der in den aktuellen Bürgerkrieg mündenden revolutionären Unruhen in Syrien im Januar 2011 zunächst überrascht hatte, betätigte er sich aktiv in der demokratischen Opposition gegen Diktator Baschar al-Assad und die erstarkten dschihadistischen Gruppierungen. Er sah den Aufstand gegen das Regime als vom Volk getragene Revolution, die er als sich der politischen Linken zurechnender Intellektueller unterstützte. Nach der Eskalation der kriegerischen Gewalt erhielt al-Azm 2012 mit seiner Frau politisches Asyl in Deutschland. Als Repräsentant des syrischen Schriftstellerverbands war er Mitglied der 60-köpfigen Nationalkoalition syrischer Revolutions- und Oppositionskräfte („Syrische Nationalkoalition“), dem im November 2012 gebildeten Oppositionsbündnis, das seitdem von mehreren westlichen und arabischen Staaten als legitime politische Vertretung des syrischen Volks anerkannt wurde.

### Kontroversen
Mit seinen Schriften provozierte al-Azm seit den 1960er Jahren heftigen Widerspruch aus verschiedenen Lagern, darunter von Konservativen, religiösen Fundamentalisten und Nationalisten. Sein 1965 erstmals veröffentlichter Essay Satans Tragödie, mit dem er das traditionelle islamische Verständnis der Verantwortung Gottes für das Böse in Frage stellte, führte nach dem Erscheinen seines Buchs Kritik des religiösen Denkens (1969) zu einer durch den örtlichen Mufti ausgesprochenen Fatwa, die ihn der Apostasie für schuldig befand und in religiösen wie akademischen Kreisen für Aufruhr sorgte. Die libanesischen Behörden ließen auf Druck des religiösen Establishments einen Teil der Auflage beschlagnahmen, nahmen den nun als „Ketzer aus Damaskus“ verfemten al-Azm für zwei Wochen in Untersuchungshaft und erhoben Anklage wegen Aufhetzung zum Sektierertum, wovon er allerdings Anfang 1970 freigesprochen wurde. Kurz zuvor hatte er bereits seinen Arbeitsplatz als Universitätsdozent verloren, nachdem er unter anderem eine Petition unterschrieben hatte, in der die USA zum Abzug aus Vietnam aufgerufen wurde, sein die arabischen politischen Eliten angreifendes Buch Selbstkritik nach der Niederlage vorgelegt hatte und nicht davor zurückgeschreckt war, Meinungsverschiedenheiten mit einflussreichen Professoren auszutragen.
Laut dem Islamwissenschaftler Michael Lüders behandelte al-Azms Selbstkritik nach der Niederlage „die gewaltige Kluft zwischen Selbstwahrnehmung und Wirklichkeit“ in der arabischen Politik und der alltäglichen politischen Diskussion. Weiterhin sei die arabische Haltung gegenüber der Niederlage im Sechstagekrieg von übermäßiger Emotionalität und einer „Weigerung, sich mit den Ursachen der eigenen Schwäche zu befassen,“ geprägt.

## Werke (Auswahl)

### Monografien
- Kant's Theory of Time. Philosophical Library, New York 1967
- Selbstkritik nach der Niederlage (arabisch, 1968), in englischer Übersetzung erschienen als: Self-Criticism after the Defeat. Saqi Books, London 2011, ISBN 978-0-86356-488-8.
- Kritik des religiösen Denkens (arabisch, 1969), in englischer Übersetzung erschienen als: Critique of religious thought. Gerlach Press, Berlin 2015, ISBN 978-3-940924-44-5.
- The Origins of Kant's Arguments in the Antinomies. Clarendon/Oxford University Press, Oxford 1972, ISBN 978-0-19-824375-5.
- Das mentale Tabu: Salman Rushdie und die Wahrheit in der Literatur. Riad el-Rayyes Books, London 1992 (arabisch).
- Unbehagen in der Moderne – Aufklärung im Islam. Fischer, Frankfurt am Main 1993, ISBN 3-596-11578-7.
- Islam und säkularer Humanismus. Mohr Siebeck, Tübingen 2005, ISBN 3-16-148527-0.
- Secularism, fundamentalism, and the struggle for the meaning of Islam. (dreibändige Essaysammlung) – Band 1: On fundamentalisms; Band 2: Islam – submission and disobedience; Band 3: Is Islam secularizable? Challenging political and religious taboos. Gerlach Press, Berlin 2013–2014, ISBN 978-3-940924-20-9.

### Artikel
- The Palestine Resistance Movement Reconsidered. In: Edward Said (Hrsg.): The Arabs Today: Alternatives for Tomorrow. S. 121–135, Columbus 1973, in deutscher Übersetzung erschienen als: Der palästinensische Widerstand neu durchdacht. In: Die Dritte Welt Band 3 (1974) S. 164 ff.
- Palestinian Zionism. In: Die Welt des Islams Bd. 28 (1988), 90–98.
- The Importance of Being Earnest About Salman Rushdie. In: Die Welt des Islams Bd. 31, Nr. 1 (1991), S. 1–49.
- Orientalism and Orientalism in Reverse. In Alexander Lyon Macfie (Hrsg.): Orientalism: A Reader. S. 217–238, New York University Press, New York City 2000.
- Syrien und der Friedensprozess. Verhandlungen, Machtspiele, Manöver – Ansichten aus Damaskus. In: Lettre International, Nr. 51, Winter 2000.
- Interview mit Sadik Jalal al-Azm: „Die Politik wieder ins Spiel bringen“. In: International. Nr. 1–2, 2004, ISSN 1010-9285, S. 16–21 (PDF-Datei; 4,8 MB).

## Ehrungen und Auszeichnungen
- 2004: Erasmuspreis der niederländischen Stiftung Praemium Erasmianum
- 2004: Dr.-Leopold-Lucas-Preis der evangelisch-theologischen Fakultät der Eberhard Karls Universität Tübingen
- 2005: Ehrendoktorwürde des Asien-Afrika-Instituts der Universität Hamburg
- 2013: Mahmud-Darwisch-Preis für Kreativität, verliehen durch die Mahmud-Darwisch-Stiftung, Ramallah (Palästina)
- 2015: Goethe-Medaille der Bundesrepublik Deutschland, verliehen durch das Goethe-Institut